# Eulogio Castillo
Eulogio Castillo (Lima, 1888-?, siglo XX) fue un militar y político peruano. Fue ministro de Fomento en el último gabinete ministerial del gobierno de Augusto B. Leguía, que duró apenas unas horas; miembro de la Junta Militar presidida por el general Manuel Ponce, como secretario de Gobierno; y miembro de la Junta Militar presidida por el comandante Luis Sánchez Cerro, como secretario de Fomento e Industrias (1930). Luego conspiró contra los dos gobiernos de Sánchez Cerro, el de facto y el constitucional.

## Biografía
Nacido en Lima, pertenecía a una familia emparentada con los Muro de Lambayeque, de la que fueron también miembros Alfredo Solf  y Muro, Manuel Antonio Mesones Muro y Baltasar García Urrutia y Muro.
Cursó su educación secundaria en el Colegio Nacional Nuestra Señora de Guadalupe, donde tuvo por condiscípulos a Abraham Valdelomar, Manuel Augusto Bedoya Lerzundi, Felipe Cossío del Pomar, Santiago Antúnez de Mayolo, Enrique Basadre Pastor, entre otros que después descollaron en el mundo de las letras, artes y ciencias. Luis Alberto Sánchez, en su biografía de Valdelomar, lo describe como un «muchacho agresivo, enteco, ágil y taciturno». 
Ingresó a la Escuela Militar de Chorrillos, de donde egresó como alférez de caballería. En 1912 era teniente instructor de caballería en dicha Escuela.

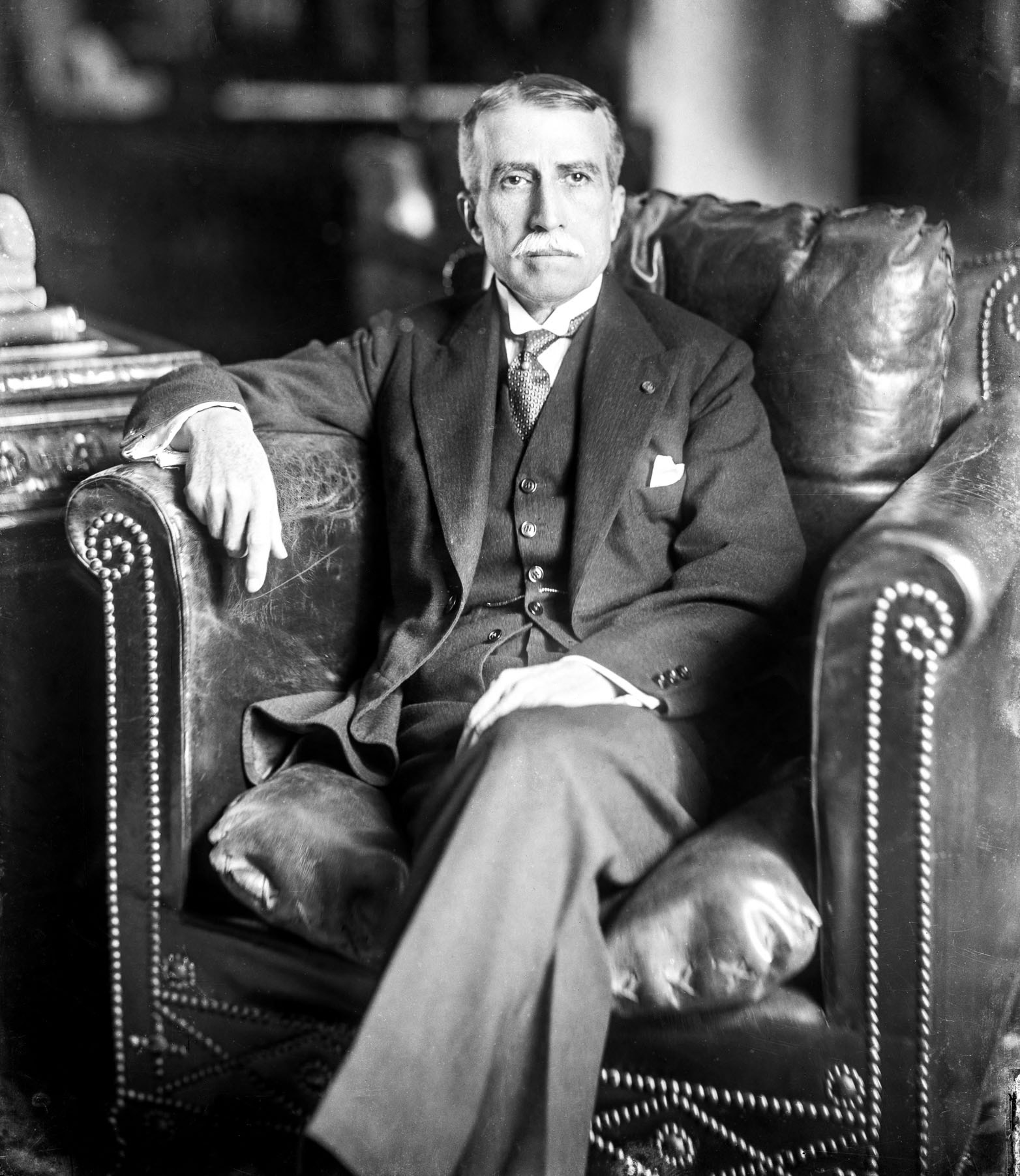
Eulogio Castillo fue pariente y protegido del presidente Augusto B. Leguía (en la foto), quien lo nombró jefe de su regimiento de escolta.

En 1929, durante el gobierno de Augusto B. Leguía, fue ascendido al grado de coronel de caballería.
Era pariente del presidente Leguía, quien le tenía gran confianza, a tal punto que lo nombró como comandante de su regimiento de escolta. Pese a ello, Castillo se vio tentado de participar en un atentado contra Leguía, planeado por Enrique de la Piedra y otros enemigos políticos del presidente. Ello ocurrió en la Semana Santa de 1930, salvándose Leguía al ser avisado a tiempo cuando estaba a punto de asistir a la basílica de Lima, lugar escogido por los sediciosos para realizar su plan. Pero la policía no llegó a desenredar del todo la trama conspirativa ni a identificar a los involucrados. Se dice que Leguía se negó a creer en la complicidad de Castillo y lo mantuvo a su lado.
En la noche de 24 de agosto de 1930, el presidente Leguía, con su popularidad por los suelos y amenazado por la rebelión de Arequipa, aceptó formar un Consejo de Ministros conformado por militares. Este Consejo estaba presidido por el general Fernando Sarmiento y entre sus integrantes estaba el coronel Eulogio Castillo como ministro de Fomento.
Pero el gabinete Sarmiento duró apenas unas horas. Los jefes militares de la guarnición de Lima, en la madrugada del 25 de agosto, se presentaron en Palacio de Gobierno, encabezados por el general Manuel Ponce, para exigir a Leguía que renunciara a la presidencia. Para facilitar las cosas, el general Sarmiento presentó su renuncia como jefe del gabinete. Leguía se dio entonces por vencido y dimitió. Se instaló una Junta Militar de Gobierno, presidida por el general Ponce, y en la que nuevamente figuraba Eulogio Castillo, pero esta vez como secretario o ministro de Gobierno. La inclusión de Castillo se hizo a pedido expreso del mismo Leguía.

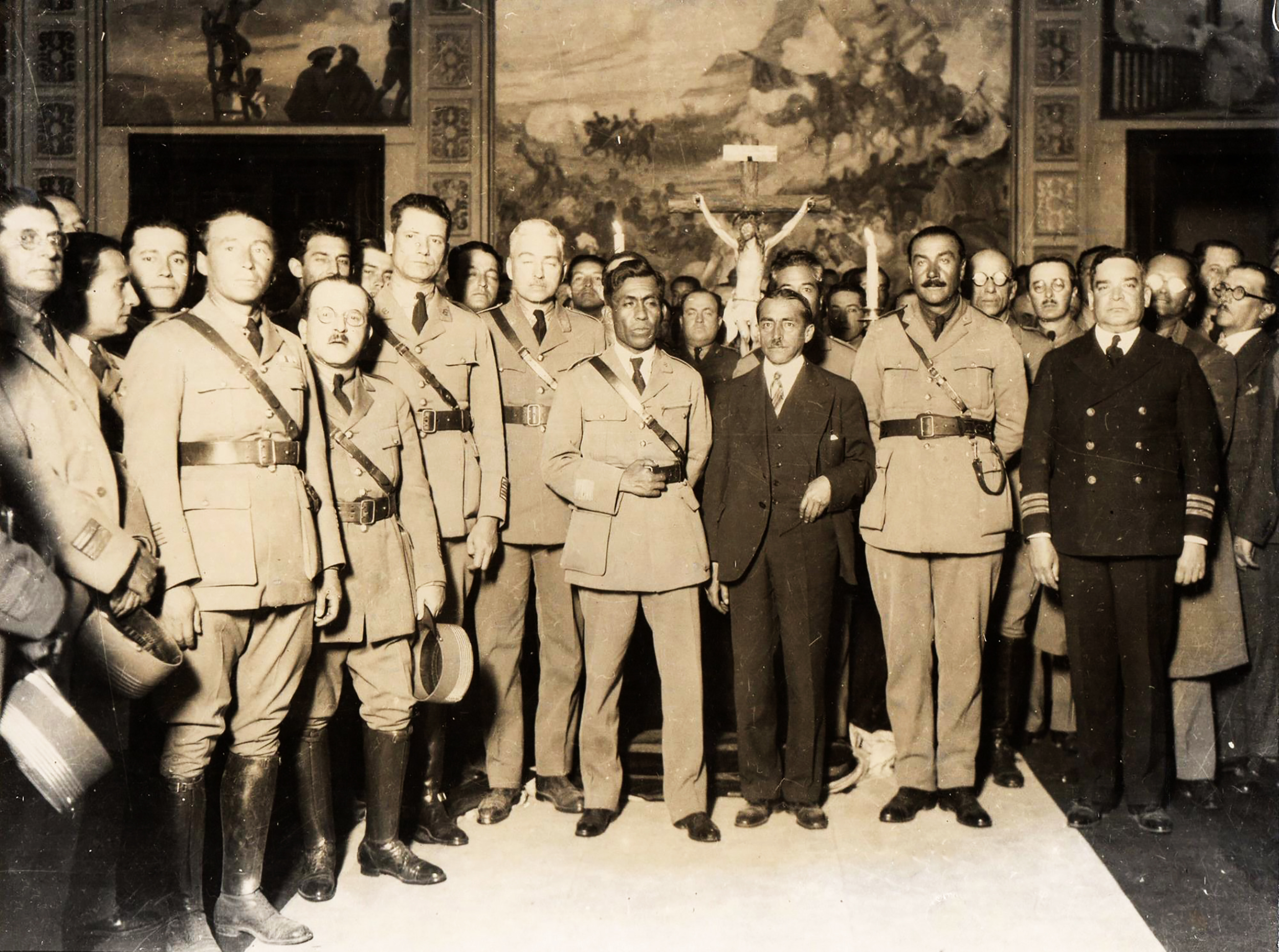
La Junta Militar presidida por Sánchez Cerro, agosto de 1930. Eulogio Castillo es el tercero de la fila delantera, de izquierda a derecha, entre el coronel Ricardo Llona (el de lentes) y el coronel Ernesto Montagne Markholz.

La Junta Militar de Ponce tuvo que dar pase a otra, presidida por el caudillo de la rebelión de Arequipa, el comandante Luis Sánchez Cerro. En esta nueva Junta, instalada en Lima el 27 de agosto de 1930, aparecía una vez más el coronel Eulogio Castillo, como secretario o ministro de Fomento e Industrias, cargo que ejerció hasta el 24 de noviembre del mismo año, en que fue sucedido por el coronel Manuel E. Rodríguez.
Castillo acabó oponiéndose al gobierno de la Junta Militar y encabezó una sublevación en Lambayeque en febrero de 1931, mientras que el coronel Manuel Valdeiglesias hacía lo mismo en Piura. Ante la noticia del avance de las fuerzas gobiernistas comandadas por Antonio Beingolea Balarezo, los rebeldes tuvieron que retroceder, pero ya los días de la Junta Militar estaban contados.
Caída la Junta de Sánchez Cerro en marzo de 1931, se instaló la Junta Nacional de Gobierno de 1931, presidida por David Samanez Ocampo, que convocó a elecciones generales que se realizaron el 27 de octubre de 1931, y en las que triunfó Sánchez Cerro sobre Haya de la Torre, el líder de los apristas, quienes desconocieron los resultados electorales.
El historiador Jorge Basadre dice haber recibido testimonios directos de que el coronel Castillo, desde Piura (donde ejercía la comandancia de la Región Militar), estuvo organizando rebeliones militares para evitar la subida al poder de Sánchez Cerro, en correlación con los apristas, pero que no se  concretaron porque el personal subalterno del Ejército no quiso sumarse a ellas. Mario L. Ureta, en una carta que envió a Basadre, y que este publicó en su obra, confirmó dichas versiones.
Ya instalado el gobierno constitucional de Luis Sánchez Cerro, Castillo fue involucrado en un intento de levantamiento en la Escuela de Aviación de Las Palmas, que debió ocurrir el 6 de julio de 1932. Fue apresado junto con los coroneles Juan O’Connor (aviación) y Aurelio García Godos (ejército), y otros civiles opositores al régimen, que fueron acusados de confabularse con los apristas, comunistas y leguiístas. En ese mismo mes estalló la revolución de Trujillo, que fue sangrientamente debelada.